# Amos Milburn
Joseph Amos Milburn (Houston, 1 april 1927 - aldaar, 3 januari 1980) was een Amerikaanse rhythm-and-blueszanger en pianist, populair in de jaren 1940 en 1950.

## Biografie
Milburn werd geboren in Houston als een van de dertien kinderen. Op vijfjarige leeftijd speelde hij deuntjes op de piano. Op 15-jarige leeftijd nam hij dienst bij de Amerikaanse marine en verwierf dertien Battle Stars op de Filippijnen. Hij keerde terug naar Houston en organiseerde een zestienkoppige band die in clubs in de stad speelde. William en Geneva Church waren zijn managers.
Milburn was een gepolijst pianist en zanger en trok in 1946 de aandacht van een vrouw die een opnamesessie regelde met Aladdin Records in Los Angeles. Milburns relatie met Aladdin duurde acht jaar, waarin hij meer dan 75 kanten opnam, waaronder zijn coverversie van Down the Road a Piece (1946), een bluesnummer met een Texaanse boogie, dat in veel opzichten vergelijkbaar is met rockmuziek. Geen van zijn opnamen was echter populair, totdat in 1949 zeven van zijn singles de aandacht trokken van het r&b-publiek. Hold Me Baby en Chicken Shack Boogie bereikten in 1949 de nummers acht en negen in de Billboard-enquête van r&b-bestsellers.
Hij werd een van de belangrijkste artiesten in het muziekcircuit van Central Avenue in Los Angeles. Hij was ook een populaire tournee-artiest. Hij won prijzen van DownBeat magazine («Best Blues and Jazz Star») en Billboard magazine («Top R&B Artist»). Een van zijn bekendste nummers was One Scotch, One Bourbon, One Beer. In 1950 bereikte zijn opname Bad, Bad Whiskey van Maxwell Davis de top van de r&b-hitlijst. Het was de eerste van een reeks drinkliedjes die hij opnam (geen geschreven door Milburn, maar verschillende gecomponeerd door Rudy Toombs). Er was echter geen bewijs dat hij een alcoholprobleem had.
Milburn nam tot en met 1952 nog een aantal drinknummers op (Thinking and Drinking, Trouble in Mind) en toerde toen door de countryclubs. Terwijl hij die zomer door het midden-westen toerde, kondigde hij aan dat hij zijn combo zou ontbinden en als solo-act zou verdergaan. In de herfst ging hij samen met Charles Brown op een concerttournee door het zuiden. De volgende jaren was elk van zijn tournees een reeks van 'one-nighters'. Na drie jaar als solist te hebben opgetreden, keerde Milburn in 1956 terug naar Houston om zijn band opnieuw te formeren. Zijn publicaties voor Aladdin Records in 1957 verkochten niet goed en de platenmaatschappij, die zijn eigen problemen had, beëindigde zijn contract. Hij probeerde commercieel succes te herwinnen met nog een paar publicaties voor Ace Records, maar zijn tijd was verstreken.

## Overlijden
De laatste opname van Milburn was in 1972 voor een album van Johnny Otis, nadat Milburn was getroffen door een beroerte. Otis speelde de linker pianopartijen voor zijn verzwakte oude vriend. Milburn kreeg een tweede beroerte, die problemen met de bloedsomloop veroorzaakte, resulterend in de amputatie van een been. Hij overleed kort daarna op 52-jarige leeftijd aan een derde beroerte.

## Nalatenschap
Milburn was een belangrijke vertolker van bluesmuziek in de jaren direct na de Tweede Wereldoorlog. Hij was een van de eerste artiesten die overstapte van verfijnde jazzarrangementen naar de luidere jumpbluesstijl. Elf jaar lang was hij een commercieel succes en beïnvloedde hij vele artiesten. Zijn energieke liedjes over 'high worden' werden bewonderd door collega-muzikanten, zoals Little Willie Littlefield, Floyd Dixon en Milburns voornaamste discipel Fats Domino. Domino noemde Milburn consequent een invloed op zijn muziek.

## Discografie

### Geselecteerde opnamen
- 1946: Amos Blues
- 1947: Down the Road a Piece
- 1948: Chicken Shack Boogie
- 1948: A&M Blues
- 1948: Bewildered
- 1949: Hold Me, Baby
- 1949: In the Middle of the Night
- 1949: Roomin' House Boogie
- 1949: Let's Make Christmas Merry, Baby
- 1950: Bad, Bad Whiskey
- 1951: Let's Rock A While
- 1952: Thinkin' and Drinkin' (geschreven door Rudy Toombs)
- 1952: Trouble in Mind
- 1953: Let Me Go Home, Whiskey (geschreven door Shifty Henry)
- 1953: One Scotch, One Bourbon, One Beer (geschreven door Rudy Toombs)
- 1955: Rockin' the Boogie, 10-inch lp

### Lp's
- 1957: Let's Have a Party, Score Records
- 1962: A Million Sellers, Imperial Records
- 1963: The Return of the Blues Boss, Motown Records

### Compilatiealbums
- 1994: The Best of Amos Milburn: Down the Road Apiece, cd, EMI America Records
- 1994: The Complete Aladdin Recordings of Amos Milburn, cd boxset, Mosaic Records
- 1996: Blues, Barrelhouse & Boogie Woogie, cd boxset, Capitol Records
- 2001: The Best of Amos Milburn, cd, EMI-Capitol Special Markets
- 1965: The Original Blues Sound of Charles Brown & Amos Milburn, met Jackie Shane en Bob Marshall & the Crystals, lp, Pickwick/Grand Prix Series, Pickwick International